# Soledad Murillo
Pour les articles homonymes, voir Murillo.
Soledad Murillo de la Vega, née à Madrid le 21 avril 1956, est une sociologue, chercheuse, féministe et femme politique espagnole.
Elle est secrétaire d'État à l'Égalité depuis le 9 juin 2018 sous le gouvernement Sánchez I.
Elle a été de 2004 à 2008 secrétaire générale des Politiques d'égalité au sein du ministère du Travail et des Affaires sociales, occupant ainsi le  premier poste dédié à l'égalité, à l'époque de José Luis Rodríguez Zapatero, et était membre du CEDAW au sein des Nations unies. De 2011 à 2015, elle a été conseillère à la mairie de Salamanque sous l'étiquette du PSOE.  